# Нина Стоянова
Нина Стоянова е подуправител на БНБ, ръководител на управление „Банково“, и член на Управителния съвет на БНБ.

## Биография
През 1987 г. завършва средно образование в 35-о училище с преподаване на руски език, гр. София. През 1993 г. става Магистър по право в Софийски университет „Св. Климент Охридски“.
Започва трудовия си стаж в БНБ като юрисконсулт в дирекция „Правна“. През 2006 г. провежда специализация в Европейската централна банка, дирекция „Правни услуги“. През януари 2007 г. е назначена за главен юрист на БНБ, както и директор на дирекция „Правна“. През 2015 г. новият управител на Българска народна банка Димитър Радев я предлага за един от подуправителите на БНБ заедно с Калин Христов и Димитър Костов. Избрана е на 29 юли 2015 г. от XLIII народно събрание за 6-годишен мандат.
Нина Стоянова е автор на множество самостоятелни публикации в областта на макроикономиката, паричната политика, паричен съвет, икономически и паричен съюз и въвеждането на еврото в България.
От юли 2019 г. е член на Съвета на директорите на „Обертюр Фидюсиер“ АД.